# 후안 마누엘 판히오 2세

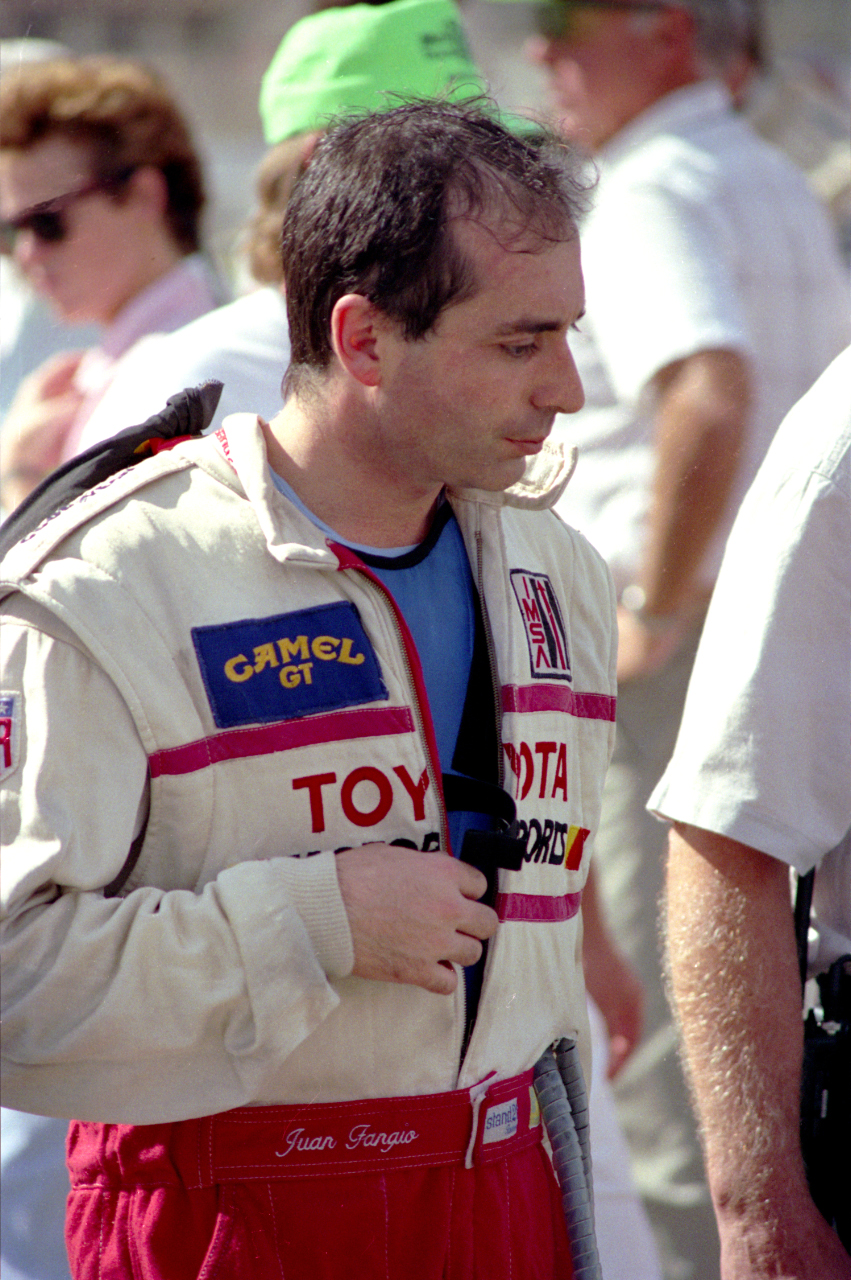

후안 마누엘 판히오 2세(Juan Manuel Fangio II, 1956년 9월 19일~)는 아르헨티나 출신의 레이싱 카 선수이다. 후안 마누엘 판히오의 조카이다.